# Delio Ricci
Delio Ricci (Montefiascone, 8 marzo 1925 – Manciano, 20 maggio 1944) è stato un partigiano italiano, medaglia d'oro al valor militare alla memoria.

## Biografia

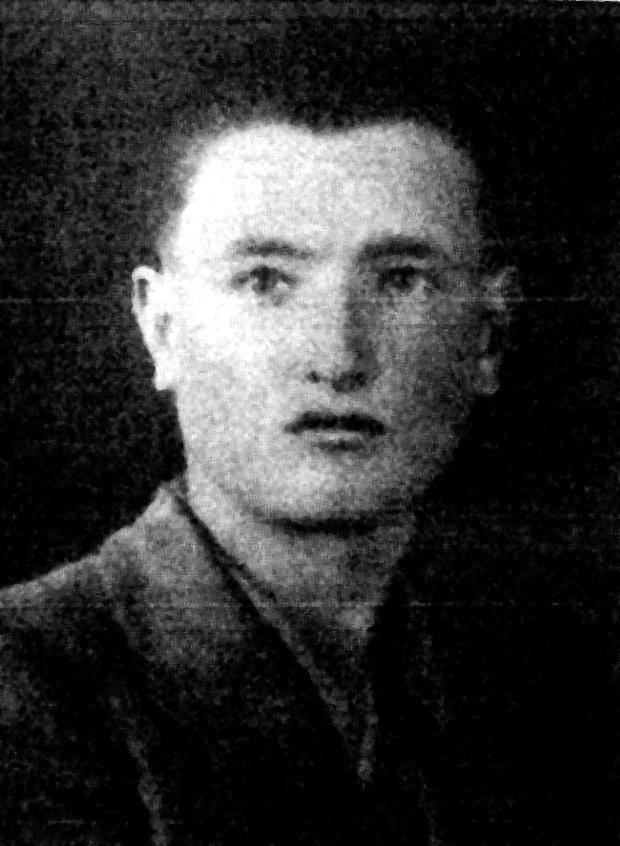
Delio Ricci, medaglia d’oro al Valor Militare alla memoria

Delio Ricci nacque a Montefiascone l’8 marzo del 1925 da Alessandro e Felicita Cimarello. Di professione bracciante, Ricci, prima di raggiungere le macchie del mancianese, aveva fatto parte della Bartolomeo Colleoni, una Banda partigiana operante nell’area teverina nei dintorni di Celleno, non molto distante da Orvieto ed Orte. La banda partigiana Colleoni legata al CLN era comandata da Remo Saliola repubblicano antifascista e in collegamento con varie formazioni partigiane combattenti. Il gruppo partigiano viterbese prendeva il nome da uno dei più audaci e intraprendenti capitani di ventura del XV secolo: Bartolomeo Colleoni (1400-1475), che i soldati dell’epoca avevano soprannominato l’invincibile. Non sappiamo il motivo per cui Ricci si fosse spostato a Montauto di Manciano e preso in forze, dal I° marzo del 1944, dal capitano Arancio, ma sappiamo che già da tempo si era creato un collegamento fra le formazioni partigiane operanti nel Lazio e quelle del sud della Toscana. Ciò è confermato dal fatto che un altro elemento della Bartolomeo Colleoni, cioè Virgilio Ceccariglia, si era unito alla Montauto dalla metà di febbraio, con l’incarico di comandare un reparto del nucleo centrale della BAM. Dopo il rastrellamento nazifascista del 20 maggio, di cui parleremo, Ceccariglia rientrò nella zona di origine, dove collaborò alla Liberazione di Torre S. Severo e Orvieto, avvenuta un giorno prima dell’arrivo degli alleati. Durante la sua permanenza nelle macchie del mancianese, Ceccariglia aveva operato nella zona di Scansano, sabotando una miniera e attaccando la locale caserma della guardia di finanza per recuperare le armi e poi si era distinto in un’azione a Valentano per la liberazione di prigionieri politici, impresa che aveva avuto buon fine. Durante il rastrellamento nazifascista del 20 maggio 1944, “assumeva il comando delle armi automatiche, permettendo il regolare arretramento dei reparti che raggiungeva poco dopo aver distrutto le armi pesanti, impossibilitato a trasportarle nella zona scelta in precedenza”.
Anche Delio Ricci, nonostante la giovane età, si era subito distinto nella Montauto, guadagnandosi il grado di caposquadra. Con la Banda Arancio aveva partecipato al sabotaggio di un magazzino tedesco sull’Aurelia, ad azioni contro pattuglie nazifasciste con cattura di armi e all’attacco terroristico su Valentano, probabilmente lo stesso a seguito del quale furono liberati i detenuti politici. La consistente attività partigiana a sud di Grosseto, iniziata già nell’ottobre del 1943, aveva preoccupato le autorità nazifasciste di Manciano e Pitigliano, che da mesi reclamavano un intervento armato per mettere fine alla presenza delle bande. E il “tanto atteso rastrellamento”, come si legge in vari documenti fascisti, ebbe luogo all’alba del 20 maggio 1944 e cominciò con alcuni colpi di artiglieria sparati verso l’accampamento partigiano di Monte Maggiore, una decina di chilometri a sud di Manciano, che era stato individuato grazie alla segnalazione di alcune spie, inflitrate nella formazione all’inizio del mese. Si trattava di 3 disertori austriaci, uno dei quali scomparve improvvisamente e allora i partigiani ripensarono agli atteggiamenti sospetti tenuti dal fuggiasco, interrogarono gli altri 2 e, certi che si trattasse di delatori, li passarono per le armi. Il comando della Montauto ebbe il sospetto, peraltro fondato, che la spia si fosse immediatamente recata a rivelare la localizzazione dell’accampamento. Tuttavia non fu fatto nulla per prevenire un’eventuale aggressione, nemmeno dopo che Arancio venne informato del rastrellamento da una lettera che lo annunciava. Il comando della BAM stabilì che, in caso di attacco da parte dei nazifascisti e qualora fosse stato impossibile opporre resistenza, Sante Gaspare Arancio e i partigiani si sarebbero “sganciati” per ricollegarsi in seguito. Nessuno poteva immaginare che a condurre l’operazione fosse inviato un reparto speciale, il Lehrstab fur Bandenkamfung, cioè il Centro addestramento per la lotta alle bande, una vera e propria scuola nata a Perugia nel marzo del 1944, comandata dal capitano Volker Seifert. Questa “scuola” istruiva ufficiali e graduati della Wehrmacht alla lotta antipartigiana e aveva già operato in Umbria. Supportati dalla GNR (Guardia nazionale repubblicana), i tedeschi bloccarono tutta la zona fra Capalbio, Manciano e Pitigliano già la sera del 19 maggio, poi, sistemata l’artiglieria alla fattoria fortificata della Campigliola (Manciano), presero a cannoneggiare la base di Arancio. Questi comprese subito l’impossibilità di opporsi e ordinò di abbandonare Monte Maggiore. Poco dopo la base partigiana fu raggiunta e devastata dai tedeschi. Contemporaneamente vennero arrestati vari contadini e carbonai della zona, ritenuti potenziali collaboratori dei “banditen”, distrutti e incendiati diversi poderi, come quello del Boggi e di Egidio Nucci. Gli uomini catturati furono costretti ad assistere alle torture e all’esecuzione di Delio Ricci, fatto prigioniero la mattina del rastrellamento, e poi 7 di loro furono tratti in arresto.
Secondo la Relazione di Arancio, Delio Ricci si era offerto volontario, il mattino del 20 maggio, per controllare la situazione e provvedere al rifornimento di acqua presso il fontanile del Tafone, in prossimità del fosso omonimo. Qui, però, si erano appostati fascisti e tedeschi, certamente informati dalla spia, che catturarono il giovane di Montefiascone e lo condussero al comando, provvisoriamente collocato presso la fattoria di Campigliola a Manciano. Ricci, fu interrogato, ma: “NON PARLO’. Sottoposto alle più dure sevizie ed alle più barbariche torture, non negò la sua appartenenza alla formazione partigiana della Montauto, a compenso della sua sincerità venne impiccato nei pressi della Campigliola la mattina del combattimento. La salma, pietosamente raccolta da abitanti del luogo, oggi riposa nel Cimitero di Montefiascone. Fulgido esempio di amore patrio, si propone per la maggiore ricompensa al valore militare, perché questa attesti agli italiani tutti che il più duro sacrificio, se compiuto per il riscatto dell’onore e per la libertà della Patria, è gioia, perché ciò ha rappresentato sin dal primo momento che venne iniziata la lotta clandestina, la più fulgida gemma dei suoi veri figli: LIBERTA”.
Liano Zambernardi, mancianese della classe 1934, aveva 10 anni quando avvenne il rastrellamento. Era un bambino che frequentava le scuole elementari, con sede nella fattoria della Campigliola. Come altri ragazzi della sua età, attraversava boschi e fossi per raggiungere la classe, uno stanzone del podere. La mattina del 20 maggio 1944 si trovava a scuola, quando improvvisamente irruppero i nazifascisti e obbligarono la maestra e gli alunni a uscire nel piazzale antistante al fabbricato. Zambernardi ricorda che Delio Ricci rimase impiccato a un ulivo poco distante dalla fattoria per 3 giorni e ne ha tuttora viva la memoria del volto e del corpo segnato dalle torture. Ma doveva tirar via dritto e veloce mentre passava davanti al giovane ucciso, perché i tedeschi si erano appostati in più punti con delle mitragliatrici, in attesa che i partigiani tornassero a recuperare il corpo di Ricci. Cosa che, dato l’alto e giustificato rischio, non fu neppure tentata. La salma del giovane fu generosamente raccolta e sepolta dai contadini del luogo soltanto dopo l’abbandono della zona da parte dei tedeschi.
Dopo il passaggio del fronte il corpo di Delio Ricci fu esumato, alla presenza del padre Alessandro, per essere trasportato al cimitero di Montefiascone, dove riposa. Del trasporto si incaricarono alcuni partigiani del Reparto Lupi di Pitigliano, fra i quali Alberto Allegrini che, muniti di un camion, recuperarono, in quella circostanza, anche la salma di Serafino Lupi, partigiano di Pitigliano morto a seguito di eventi bellici (o forse a causa di un incidente) il 28 marzo del 1944 e sepolto a Montauto[6].
Delio Ricci fu l’unico partigiano della Maremma grossetana a essere ucciso per impiccagione, a seguito della quale il cadavere fu disonorato dai nazifascisti con successiva fucilazione. Inizialmente insignito con la medaglia d’argento al Valor Militare quale partigiano della Banda Armata Maremmana (Gruppo di Capalbio), nel 1990 gli fu conferita quella d’oro dal Presidente della Repubblica Francesco Cossiga, come già aveva indicato Sante Gaspare Arancio nel 1946. A Delio Ricci è stata dedicata la sezione ANPI di Montefiascone, che ne tiene viva la memoria.